# قصر عروة بن الزبير
قصر عروة بن الزبير يقع على ضفاف وادي العقيق في غرب المدينة المنورة، على امتداد الطريق المؤدّي إلى مسجد ذي الحليفة (ميقات أهل المدينة)، ويبعد عن المسجد النبوي حوالى 3.5 كم. قام عمر بن عبد الله ببناء القصر بتكليف من عروة بن الزبير، وما زالت بعض مبانيه قائمة حتى الآن.

## الوصف المعماري
أظهرت عملية التنقيب التي أجرتها وزارة السياحة خلال ثلاثة مواسم (1433 - 1434هـ) أن القصر يحتوي على ثلاثة أفنية بمساحات مختلفة، فناءان يطل على كل منهما ثلاث غرف، أما الفناء الثالث فيفتح فيه غرفتان ومطبخ، ويبلغ متوسط مساحات هذه الغرف (2,20م في 3,70م)، أما جدران القصر فبُنيت بحجارة الحرة بسمك 50سم على بعضها طلاء من الطين وأخرى من الجص، بينما الأرضيات مدكوكة بالحصى وعليها طبقة من الطين والجص إضافة إلى وجود بلاط من الأجر وعتبات مشذبة من الحجر البركاني.
ويحتوي القصر على بئر حفرها عروة بن الزبير بعد أن شيد قصره واستصلح أرضه، وذلك إلى جانب بئرين أخريين هما بئر العسيلة، وبئر السقاية في ضفة الوادي، ولا تزال بئرا القصر والسقاية موجودتين إلى اليوم.

## آثار القصر
كشفت التنقيبات الأثرية التي قام بها فريق من قطاع الآثار والمتاحف بالهيئة العامة للسياحة والتراث الوطني، في وادي العقيق عن قصر يرجع إلى القرن الهجري الأول، إضافة إلى معثورات متنوعة من الفخار والزجاج والأدوات الحجرية وأواني الحجر الصابوني.
وأوضح رئيس فريق التنقيب الدكتور خالد بن محمد أسكوبي، أن قطاع الآثار والمتاحف نفذ خلال موسمين متتاليين تنقيبات أثرية بالقرب من وادي العقيق في الجهة الجنوبية الشرقية مما يسمى حالياً بقصور عروة، وهو عبارة عن تل أثري متوسط الارتفاع تنتشر على سطحه الكسر الفخارية والحجارة البركانية، حيث اكتشف لأول مرة آثار لقصر تبلغ مساحته (40م × 30م) تقريباً، وعثر على معثورات أثرية فريدة ومتنوعة تعود للفترة الأموية من القرن الأول الهجري.
وحول العناصر المعمارية للقصر، قال إنه تم الكشف عن أساسات معمارية تمثل ثمان وحدات لغرف موزعة داخل القصر، وبنيت جدران القصر بالحجارة البركانية، وتغطي جدران القصر لياسة طينية في بعضها بينما تغطي بعضها الآخر اللياسة الجصية، في حين تغطي معظم الوحدات المكتشفة الأرضيات المدكوكة بالطين.
وبشأن معثورات التنقيب، قال أسكوبي إنه تم العثور على مجموعات متنوعة من الفخار والزجاج والأدوات الحجرية وأواني الحجر الصابوني، منها كميات من الفخار المتنوع لجرار وقدور وأزيار وأباريق وأواني صغيرة كالأكواب والصحون، وخزف ذو بريق معدني يمثل تطوراً في صناعة الخزف الإسلامي خلال القرنين الأول والثاني الهجريين، ويماثل الخزف المكتشف في موقعي المابيات والربذة الإسلاميين، إضافة إلى كسر من الفخار المزجج.
كما تم العثور على كميات من كسر الأواني الزجاجية، تعود لأكواب وقوارير وأواني متفاوتة الأشكال والأحجام، وتحمل بعض تلك الكسر زخارف على أبدانها وهي ذات ألوات متعددة، إضافة إلى مجموعة من الأدوات الحجرية المكتملة وشبه المكتملة ولأجزاء من أوان، ومنها رحى من الحجر البركاني وقواعد لآنية ومساحن مكتملة.
وفي العصر العثماني كان خط سكة حديد الحجاز يمر على جسر يصل ضفتي الوادي، كما يقع على الوادي سد عروة وسد الغابة.
ويبلغ طول وادي العقيق يبلغ (80) كيلومتراً، ويتراوح عمق مجراه بين (10) و(100) متر، بعرض يتراوح بين (100) و(150) متراً، كما يعتبر مصرفاً طبيعياً لمياه السيول والأمطار لمساحة تقدر بـ (4000) كيلومتر مربع، حيث تصب فيه روافد طبيعية من الأودية تزيد على (40) وادياً.

## من أقوال الشعراء
من الشعراء الذين أشادوا بالقصر عامر بن صالح الذي قال:

## الوضع الحالي
بعد ترميم الهيئة السعودية للسياحة له في عام ١٤٣٥هـ، تم فتحه للزوار والسياح، وفي عام ١٤٤٤هـ أطلقت هيئة التراث السعودية فعالية في القصر تضمنت أنشطة تراثية وجلسات للزوار ومساحات للأكل كما استضافت مختصين بالمجال التاريخي لشرح تاريخ المنطقة والقصر.